# Rico Lebrun
Pour les articles homonymes, voir Lebrun.
Rico Frederico Lebrun (10 décembre 1900, Naples, Italie - 9 mai 1964, Malibu, Californie) est un peintre animalier et sculpteur italien, professeur au Chouinard Art Institute de Los Angeles dans les années 1940.

## Biographie
Rico Lebrun est connu pour avoir été engagé par les studios Disney lors de la production de Bambi (1942) pour enseigner à ses animateurs la morphologie animalière,,.

## Liens exertens
- Rico Lebrun